# رزان العقيل
رزان العقيل هي رزان فرحان العقيل فتاة سعودية مثلت بلادها كأول سفيره سعودية وعربية في مؤتمر الأمم المتحدة للشباب الأمم المتحدة حيث شاركت في برنامج قادة الكفاح، وهي المنصة التي أنشأتها الأمم المتحدة لتوجد حلقة وصل بين كبار المسؤولين في المنظمة الدولية والموظفين في القطاع الخاص والمجتمع المدني، حيث تم اختيارها سفيرة في مجلس الأمم المتحدة للشباب بناء على الأسباب التي وراء رغبتها في إحداث تغيير إيجابي في بلادها والعالم، من بين حوالي 300 شاب وفتاة من سبعين دولة.

## نشأتها و دراستها
رزان العقيل ذات 18 ربيعاً تنحدر من مدينة الأحساء في المنطقة الشرقية بالمملكة العربية السعودية ،و هي ابنة الإعلامي والكاتب السعودي الراحل فرحان العقيل و الذي كان مؤمنا بقدراتها فكان دائما يشجعها لتتعلم أكثر من خلال كتاباته و دوره المجتمعي ، و درست رزان العقيل في مدارس الكفاح الأهلية في الأحساء ،ثم انتقلت إلى المرحلة الجامعية حيث التحقت بقسم العلوم السياسية في جامعة جامعة ولاية الأبالاش التي توجد بولاية نورث كارولينا .

## رزان العقيل و العمل التطوعي و المجتمعي
- أظهرت رزان العقيل شغفاً في مجال العمل التطوعي فقد تطوعت لأكثر من 250 ساعة في مدينتها، ولأكثر من 100 ساعة في الولايات المتحدة الأميركيه[4][6] و ذلك أثناء دراستها في الجامعة ، حيث تفوقت على زملائها في الجامعة محققة أكبر عدد ساعات تطوعية، بالإضافة إلى أنها حصلت على عضوية برنامج سفراء الجامعة لتكون بذلك أول مبتعثة من السعودية تشارك في مثل هذا البرنامج.[7]
- تعتبر أول طالبة تمثل العرب منذ 40 سنة في برنامج سفراء جامعتها، والذي يعرف بـ Appalchian State Student Ambassadors. ويعملون فيها الطلاب على تمثيل الجامعة في مشاركاتها المحلية والدولية.
- تعتبر عضو في The Honor Society of Leadership and Success والذي يتم ترشيح أعضائه من قبل منسوبي الجامعة وتعد رزان أول عربية و سعودية تنضم لهذه الجمعية.[8]
- شاركت في عام 2015 في برنامج التبادل الثقافي Kennedy-Lugar Youth Exchange and Study Program لتمثل السعودية في ولاية نورث كارولينا خلال هذا البرنامج الذي كانت مدته 10 أشهر، يتوجب على المشاركين فيه السكن مع عائلة أمريكية والدارسة في مدرسة أمريكية، لتحقيق الهدف الرئيسي من البرنامج هو إتاحة الفرصة للشعب الأمريكي للتعرف على الشعوب المختلفة من حول العالم من خلال التطوع شهرياً و إلقاء خطابات في أماكن مختلفة سواءاً في المدرسة أو غيرها.[8]

## رزان العقيل سفيرة للشباب العربي في مؤتمر الأمم المتحدة للشباب
مثلت رزان العقيل بلادها كأول سعودية و عربية في مؤتمر الأمم المتحدة للشباب والذي انعقد تحت شعار (العالم الذي نريده 2030)، بالولايات المتحدة الأمريكية، بهدف مناقشة 150 قضية عالمية وطرح الحلول المناسبة لها من وجهة نظر شبابية حيث شاركت في برنامج قادة الكفاح، وهي المنصة التي أنشأتها الأمم المتحدة لتوجد حلقة وصل بين كبار المسؤولين في المنظمة الدولية والموظفين في القطاع الخاص والمجتمع المدني.
و طرحت من خلال كلمتها بالمؤتمر موضوع طاقة العمل التطوعي بالمملكة العربيه السعودية وطرق تنمية وتطوير هذا النوع من العمل المجتمعي الذي يعود بالنفع على كافة أفراد المجتمع، و اللافت في الأمر أنه تم اختيارها سفيرة للشباب العربي في مؤتمر الأمم المتحدة للشباب من قبل منظمة الأمم المتحده في اختتام المؤتمر  ، حيث تمكنت من ان تلفت الانتباه لها بداخل مؤتمر الشباب و ذلك عن طريق طرحها لموضوع طاقة العمل التطوعي في السعودية و ليس ذلك فقط بل قدمت مجموعة مميزة من الحلول و الطرق لتنمية و تطوير هذا النوع من العمل المجتمعي و ذلك لما فيه من خير و منفعه لجميع أفراد المجتمع.